# 昇子內親王
昇子內親王，為日本第82代天皇—后鳥羽天皇之女一宮，生母為後鳥羽天皇的中宮藤原任子（宜秋門院）。
昇子內親王在宮中的生活不詳，歷史上有記載的部分，是從她被八条女院收養之後開始，據史記載，她「姿色殊絕，光豔動人」，是一位美貌迷人的內親王。
後鳥羽天皇朝建久六年，得到宣下成為內親王，次年敘一品、準三宮宣下。待第83代天皇—土御門天皇讓位，由14歲的第三皇子—守成親王繼位為第84代天皇—順德天皇後，被尊為順德天皇準母，之後在承元二年被尊稱皇后，承元三年又受女院院號為春華門院，但不久，養母八条女院在建曆元年六月崩御，享壽75歲。八条女院所留下的龐大遺產，全數由春華門院的昇子內親王繼承，但五個月後，昇子內親王在建曆元年十一月，在朝臣權中納言藤原隆衡位於四條的宅院以17歲的妙齡過世，順德天皇還為此輟朝三日，以顯哀敬。而昇子內親王自養母八条女院那繼承來的遺產，則全數由昇子內親王的義子—順德天皇繼承。